# 나주동강중학교
나주동강중학교(羅州洞江中學校)는 대한민국 전라남도 나주시 동강면 인동리에 있는 공립 중학교이다.

## 학교 연혁
- 1971년 2월 2일 : 초대 박영권 교장 취임
- 1971년 3월 11일 : 나주동강중학교로 개교
- 2023년 9월 1일 : 제22대 김경숙 교장 부임
- 2025년 1월 10일 : 제52회 졸업(6명) 총 졸업생 수 5,910명
- 2025년 3월 4일 : 신입생 입학 10명

## 참고 자료
- 나주동강중학교 - 한국교육학술정보원 학교알리미